# Zabrops wilcoxi
Zabrops wilcoxi is een vliegensoort uit de familie van de roofvliegen (Asilidae). De wetenschappelijke naam van de soort is voor het eerst geldig gepubliceerd in 1977 door Fisher.